# Patriarca d'Occidente

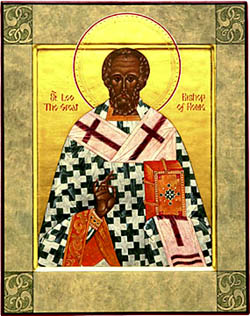
Papa Leone Magno, primo per il quale compare il riferimento come patriarca dell'Occidente.

Patriarca d'Occidente è uno dei titoli del papa, quale patriarca e massima autorità della Chiesa latina.
Utilizzato dal 450, il titolo non è più apparso tra quelli ufficiali a partire dalla pubblicazione dell'Annuario pontificio del 2006, ma è stato successivamente ripristinato nell'edizione del 2024 sotto la dicitura di titolo storico.

## Storia e significato del titolo
La genesi della definizione patriarca d'Occidente è legata al passaggio dall'antico sistema basato sulle tre sedi apostoliche di Roma e Antiochia (fondate da san Pietro) e Alessandria d'Egitto (fondata da san Marco, discepolo di Pietro) alla costituzione, con i concili costantinopolitano I (381) e calcedoniano (451), della cosiddetta pentarchia, con l'elevazione a patriarcato di Costantinopoli e di Gerusalemme. In tale sistema, ad eccezione di Roma, gli altri quattro patriarcati ricaddero sotto l'autorità dell'Impero d'Oriente e vennero a conformarsi come entità territorialmente ben definite. Roma, invece, divenne la sede con autorità sui territori dell'Impero d'Occidente.
In tale veste appunto, nel 450, l'imperatore d'Oriente Teodosio II si rivolgeva in una lettera a papa Leone I menzionandolo come patriarca esplicitamente per l'Occidente (si tratta della prima menzione di un papa in tale veste). Crollato l'impero occidentale nel 476 ed estesa da Giustiniano I la legislazione orientale su Roma con la Prammatica Sanctio del 554, il sistema ecclesiastico imperiale della pentarchia trovò compiuta applicazione. Nel 642, mentre gli imperatori orientali imponevano anche ai pontefici l'appoggio al monotelismo, papa Teodoro I assunse per la prima volta formalmente il titolo di patriarca d'Occidente.
L'uso del titolo fu in seguito discontinuo e segnò perlopiù l'indicazione peculiare del papa come patriarca della Chiesa latina, cioè dell'insieme delle chiese che in passato utilizzavano nei loro riti il latino come lingua liturgica.